# Trésor national (Royaume-Uni)
Un trésor national est, au Royaume-Uni, un bien culturel qui, présentant un intérêt majeur pour le patrimoine national au point de vue de l'histoire de l'art, est soumis à des textes législatifs particuliers en matière d'exportation et de mécénat. Cette qualification est proposée au gouvernement britannique par le Reviewing Committee on the Export of Works of Art and Objects of Cultural Interest (RCEWA).

## Le Reviewing Committee on the Export of Works of Art and Objects of Cultural Interest
Le Reviewing Committee on the Export of Works of Art and Objects of Cultural Interest (RCEWA) est un comité (en) du gouvernement du Royaume-Uni chargé de conseiller le département du Numérique, de la Culture, des Médias et du Sport (DCMS) sur l'exportation de biens culturel.
Une partie des rôles du RCEWA ont été transférés au Museums, Libraries and Archives Council (en) (MLA) en 2005 à la suite du rapport Goodison et l'Arts Council England (en) assure désormais le secrétariat du Comité. Il est actuellement présidé par Sir Hayden Phillips (en), nommé le 17 mars 2014 pour un mandat de cinq ans,.
Lorsqu'une œuvre d'art est vendue à un acheteur étranger, le comité conseille également au DCMS de retarder l'octroi d'une licence d'exportation afin de laisser le temps à un acheteur britannique de lever des fonds pour acquérir l'œuvre afin de la conserver au Royaume-Uni s'il estime que l'œuvre est de qualité suffisante et a un lien suffisamment important avec le pays. La procédure est connue sous le nom d'« export bar ».

## Présidents
- Lionel Robbins : 1952–1954[3]
- Lord Cottesloe : 1954–1972[4]
- Lord Perth (en) : 1972–1976[5]
- John White (en) : 1976–1982[6]
- Lord Plymouth : 1982–1985[7]
- Jonathan Scott : 1985–1995[8]
- Sir John Guinness (en) : 1995–2003[9]
- Lord Inglewood : 2003–2013[10]
- Sir Hayden Phillips (en) : 2014–2019[11]

## Critères de Waverley
Le RCEWA a été créé en 1952 conformément aux recommandations du Comité Waverley, et évalue les objets pour lesquels il est saisi au regard des trois critères de Waverley : 
- Est-il si étroitement lié à notre histoire et à notre vie nationale que son départ serait une infortune ?
- Est-il d'une importance esthétique exceptionnelle ?
- Est-il d'une importance exceptionnelle pour l'étude d'une branche particulière de l'art, de son étude ou de son histoire ?

## Œuvres bloquées sur avis du RCEWA
- Rome Moderne - Campo Vaccino (1839), William Turner[13]
- Portrait de Mademoiselle Claus (1868), Édouard Manet, acquisition par le Ashmolean Museum en 2012 grâce à une souscription publique de 7,8 millions de livres[14].
- Going to Market, Early Morning (1773), Thomas Gainsborough, évalué à 8 millions de livres, vendu chez Sotheby's en juillet 2019, temporairement bloquée sur avis du RCEWA estimant qu'il s'agissait de l'une des plus grandes réalisations du peintre de paysages, par la sous-secrétaire d'État parlementaire des Arts, Helen Whately, jusqu'au 22 mars 2020, délai prolongeable jusqu'au 22 septembre si intention sérieuse de lever de fonds[15],[16].
- Portrait d'un jeune homme au chapeau rouge (1530), Pontormo, en prêt à la National Gallery entre 2008 et son acquisition en 2015 par le collectionneur américain J. Tomilson Hill ; fait l'objet d'une interdiction de sortie du territoire jusqu'au rassemblement par la National Gallery de la somme de 30 millions de livres sterling permettant son acquisition[17],[18]. En 2017, son nouveau propriétaire refuse la transaction estimant que la somme prévue initialement est dévalorisée par la baisse subie par la livre à la suite du Brexit et lui ferait perdre 10 millions de dollars[19] ,[20]. Dans le même temps, la secrétaire d'État à la culture, Karen Bradley refuse d'accorder la licence d'exportation du tableau considéré comme trésor national : J. Tomilson Hill doit le vendre ou le conserver au Royaume-Uni et ne pourra demander à nouveau une licence avant une période de dix ans. Dans l'attente le tableau n'est plus exposé et est conservé dans un stockage à température contrôlée[21].

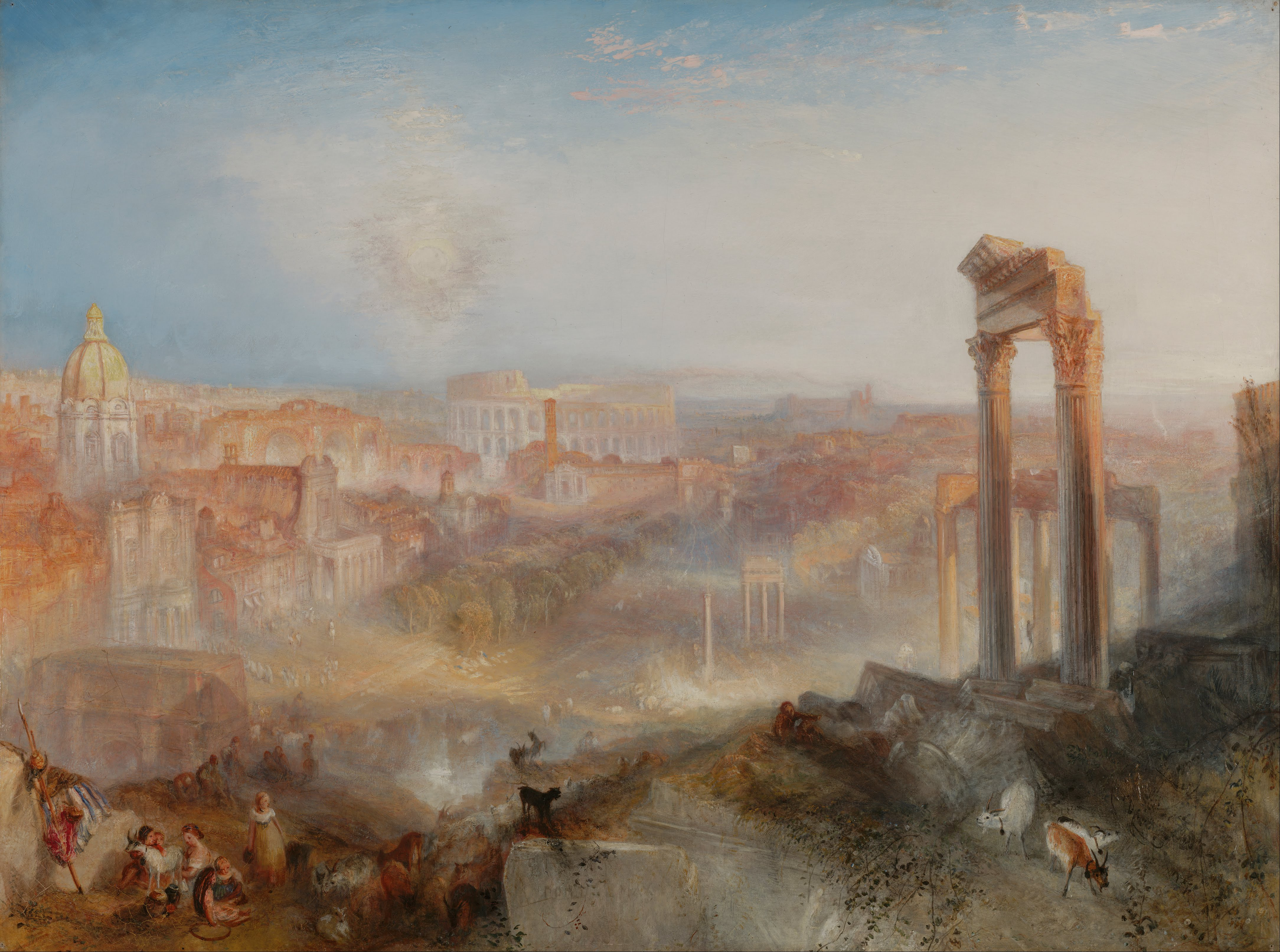
Rome Moderne - Campo Vaccino (1839), William Turner
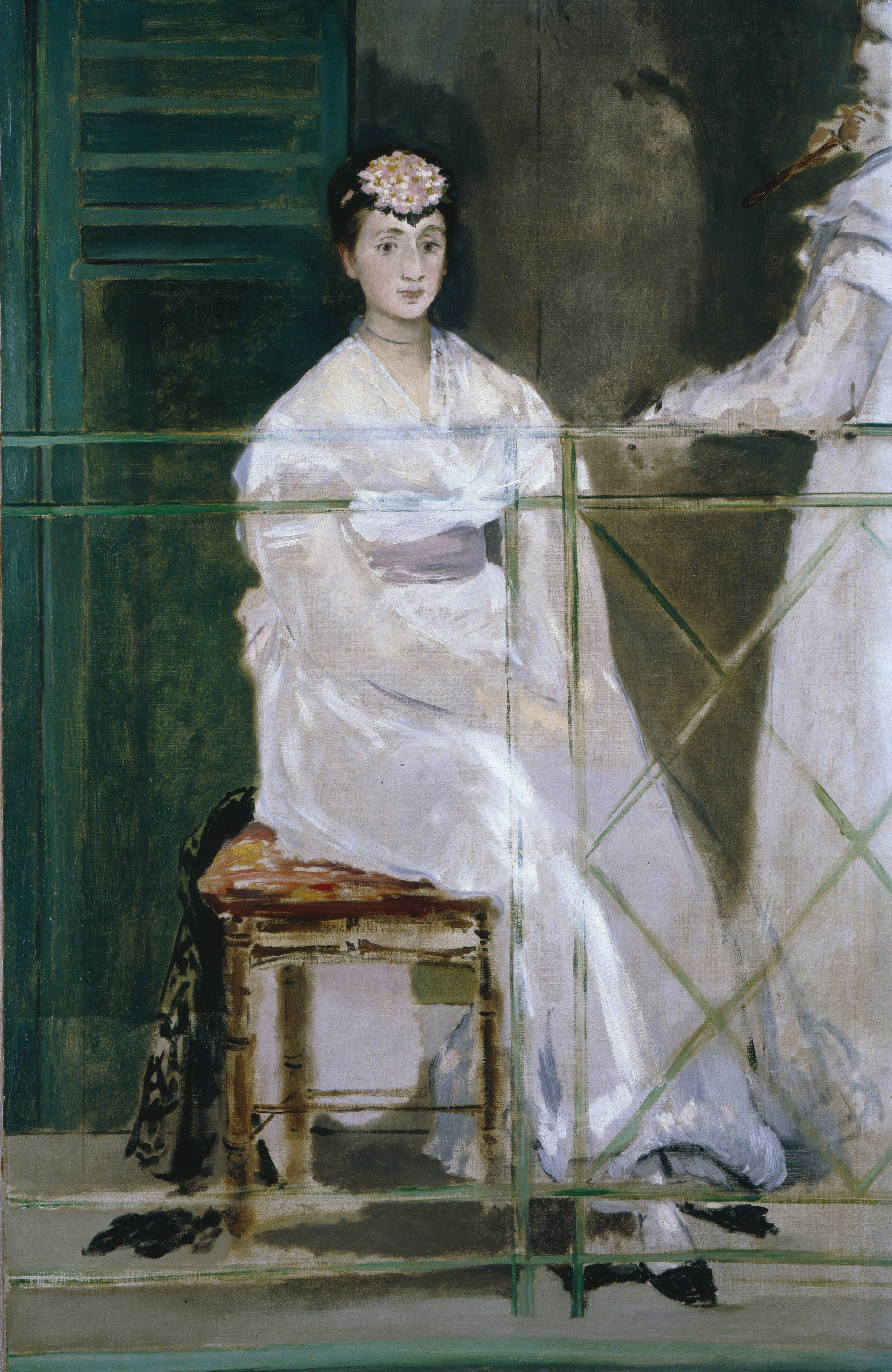
Portrait de Mademoiselle Claus (1868), Édouard Manet
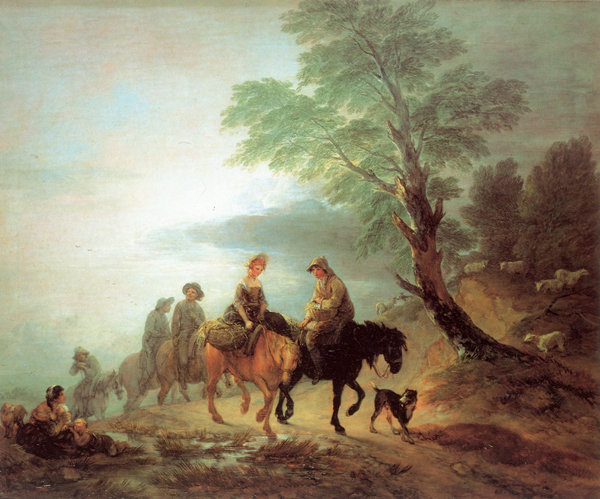
Going to Market, Early Morning (1773), Thomas Gainsborough
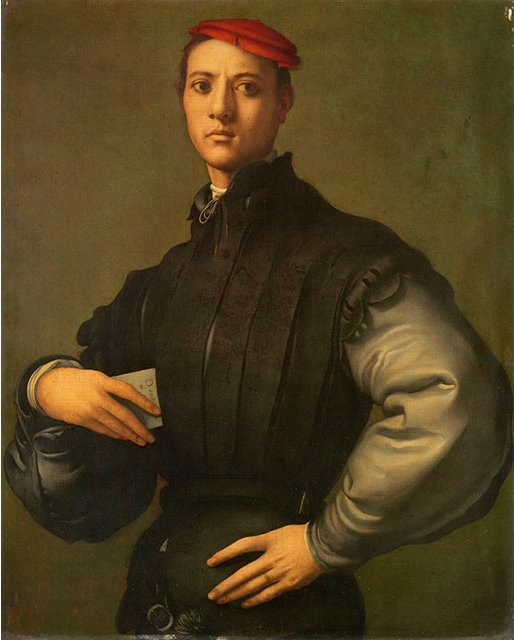
Portrait d'un jeune homme au chapeau rouge (1530), Pontormo